# The Thing I Like
"The Thing I Like" é uma canção da cantora norte-americana Aaliyah, presente em seu álbum de estreia Age Ain't Nothing But a Number (1994). A canção foi escrita e produzida por R. Kelly. A canção foi incluída na trilha sonora do filme A Low Down Dirty Shame (1994) e foi lançada como quinto e último single de Age Ain't Nothing but a Number e, exclusivamente no Reino Unido, em 28 de agosto de 1995 através da Blackground Records e Jive Records.
Um sucesso comercial moderado, "The Thing I Like" alcançou a 33ª colocação da UK Singles Chart, tornando-se o quinto single consecutivo de Aaliyah a figurar no top 40 do Reino Unido.

## Composição e recepção
Em sua biografia Aaliyah (2021), o autor Tim Footman descreveu "The Thing I Like" como uma "canção alegre de amor jovem com um riff de sintetizador cativante".[1] Footman também disse que "justapôs os vocais suaves de Aaliyah com rap insistente, como uma miscelânea de música negra contemporânea".
Em uma análise da trilha sonora de A Low Down Dirty Shame, David Browne da Entertainment Weekly sentiu que "The Thing I Like", junto com as outras músicas, era "mais profissional do que inspirada". James Masterton escreveu em seu comentário semanal nas paradas do Reino Unido: "Um quinto pequeno single de sucesso para o ato mais pronunciado alfabeticamente na história das paradas". Masterson, também pensou que "sua sucessão de pequenos sucessos nas paradas está mostrando uma consistência notável". Ralph Tee da Music Week deu à música uma classificação de 3 de 5, ao mesmo tempo em que destacou que "o último single de Aaliyah de seu álbum de estreia vem para estilos mais amplos" devido aos seus remixes. Ele também sentiu que tanto os remixes de garage quanto os de house a levam para "novas águas".

## Desempenho nas tabelas musicais
"The Thing I Like" foi lançada como quinto e último single de Age Ain't Nothing But a Number, sendo comercializada apenas no Reino Unido. A canção atingiu a 33ª posição na UK Singles Charts em 9 de Setembro de 1995. Na parada UK Dance, a canção atingiu a 15ª posição ao passo que atingiu a quarta posição da UK R&B em 3 de Setembro de 1995.

## Tabelas musicais

### Tabelas semanais
| Tabelas musicais (1995)               | Melhor posição |
| ------------------------------------- | -------------- |
| Escócia (OCC)                         | 86             |
| Reino Unido - UK Dance (OCC)          | 15             |
| Reino Unido - UK R&B (OCC)            | 4              |
| Reino Unido - UK Singles Charts (OCC) | 33             |